# Alloschmidia glabrata
Alloschmidia glabrata là một loài thực vật có hoa thuộc họ Arecaceae. Loài này chỉ có ở New Caledonia.